# Coleura
Coleura är ett släkte av däggdjur som ingår i familjen frisvansade fladdermöss.
Arter enligt Catalogue of Life, Wilson & Reeder (2005) och IUCN:

## Utbredning och systematik
Släktet delas upp i två arter med följande utbreding:
- Coleura afra, förekommer med flera från varandra skilda populationer i Afrika, enligt äldre källor även på Arabiska halvön.[4]
- Coleura seychellensis, endemisk för Seychellerna.

## Utseende
Arterna inom släktet når en kroppslängd (huvud och bål) av 55 till 65 mm och en svanslängd av 12 till 20 mm. De väger cirka 10 gram. Pälsen är brunaktig, ibland med röda eller gråa nyanser. Tillhörande arter liknar arterna i släktet Emballonura. Däremot har de bara en framtand i varje övre käkhalva och de saknar även den säckartade körteln på flygmembranen.

## Ekologi
Coleura uppsöker grottor, byggnader eller bergssprickor för att vila. I motsats till flera andra fladdermöss hänger de inte med huvudet nedåt när de vilar. Vid viloplatsen bildas mer eller mindre stora kolonier som ibland har 50 000 medlemmar. I stora grottor vilar de tillsammans med andra fladdermöss. Arterna äter främst insekter. Coleura afra bildar polygyna flockar med en hane och flera könsmogna honor. Ungar föds oftast under regntider och per kull föds en unge.

## Hot och status
Ett möjligt hot mot Coleura afra är människor som besöker artens viloplatser. Annars är den inte sällsynt och listas av IUCN som livskraftig (LC). Beståndet av arten Coleura seychellensis minskade oroväckande under senare 1800-talet och tidiga 1900-talet. Ansvarig var troligen omfattande skogsavverkningar. Individer dödas även av introducerade fiender som tornuggla (Tyto alba) och tamkatt. IUCN listar arten som akut hotad (CR).